# Lispe isolata
Lispe isolata este o specie de muște din genul Lispe, familia Muscidae, descrisă de Malloch în anul 1929.
Este endemică în Samoa. Conform Catalogue of Life specia Lispe isolata nu are subspecii cunoscute.